# Метлино (Весьегонский район)
Метлино — деревня в Весьегонском муниципальном округе Тверской области.

## География
Деревня находится в северо-восточной части Тверской области на расстоянии приблизительно 21 км на запад по прямой от районного центра города Весьегонск.

## История
В 1859 году здесь было учтено 9 дворов. До 2019 года входила в состав Ёгонского сельского поселения до упразднения последнего.

## Население
Численность населения: 82 человека (1859),, 4 (русские 100 %) 2002 году, 1 в 2010.